# Janeth Jepkosgei
Janeth Jepkosgei Busienei (* 13. prosinec 1983, Kibirirsang) je keňská běžkyně na střední vzdálenosti, specializující se na běh na 800 metrů.

## Kariéra
Janeth pochází ze stejné vesnice jako neméně úspěšní atleti Wilson Kipketer a Wilfred Bungei.
Už na škole se z ní stávala úspěšná atletka. Vyhrála školní sedmiboj na Sing´ore Girls High School. Poté se začala specializovat na běh na 400 metrů přes překážky, ale protože v roce 1999 se chtěla účastnit světového klání juniorů, musela se přeorientovat na běh na 800 metrů, jelikož její oblíbená disciplína na programu šampionátu nebyla. V daném závodě na 800 metrů doběhla druhá.
V roce 2000 vyhrála školní závody v běhu na 400 metrů překážek i v běhu na 800 metrů. Ve stejném roce vyhrála závod v běhu na 400 metrů překážek na mistrovství východní Afriky a v běhu na 800 metrů doběhla stříbrná. Od roku 2001 ji začal trénovat olympijský vítěz Paul Ereng. Ve stejném roce získala stříbrnou medaili v běhu na 800 metrů na africkém šampionátu a o rok později byla juniorskou mistryní světa ve stejné vzdálenosti.
Od roku 2003 do roku 2005 následovalo několik něúspěchů na afrických hrách i na národních šampionátech.
V roce 2006 nastalo období úspěchů. Vyhrála hry Commonwealthu. Vyhrála také africký šampionát, dvakrát pokořila rekord v běhu na 800 metrů a byla také vyhlášena Keňskou sportovkyní roku.
Největší úspěchy přišly od roku 2007 do 2011. Na MS v atletice byla v roce 2007 zlatá, o dva roky později v Berlíně stříbrná a medailovou sbírku dovršila na světovém šampionátu 2011 v jihokorejském Tegu, kde vybojovala bronz. Na olympijských hrách v Pekingu získala stříbrnou medaili.

## Osobní rekordy
- 800 metrů - 1:56,04
- 1000 metrů - 2:37,98
- 1500 metrů - 4:08,48
- Míle - 4:28,72